# Sanremo Giovani 2017
Sanremo Giovani 2017, aussi appelée Sarà Sanremo 2017, est une émission de télévision italienne, se déroulant le 15 décembre 2017. C'est la onzième édition de Sanremo Giovani. Lors de cette émission, seize artistes italiens émergents s'affrontent pour six places au Festival de Sanremo 2018 dans la section Nuove Proposte.
Lors de cette soirée les noms de participants à la section Campioni du Festival de Sanremo 2018 sont également annoncés.

## Déroulement
L'émission se déroule en deux phases. Dans un premier temps, les seize artistes sont répartis en quatre groupes de quatre. Dans chaque groupe, deux artistes sont choisis par un jury d'expert pour continuer. Lors de la seconde phase, ce même jury élimine deux artistes supplémentaires parmi les huit restants.
| Groupe | Ordre | Artiste               | Chanson                       | Auteur(s)                                                            |
| ------ | ----- | --------------------- | ----------------------------- | -------------------------------------------------------------------- |
| 1      | 1     | Santiago              | Nessuno                       | M. Muraglia, A. Bonomo, L. Chiaravalli, D. Simonetta                 |
| 1      | 2     | Lorenzo Baglioni      | Il congiuntivo                | L. Baglioni, M. Baglioni, L. Piscopo                                 |
| 1      | 3     | Nyvinne               | Spreco personale              | Mirella Nyvinne Pinternagel                                          |
| 1      | 4     | Dave Monaco           | L'eternità è di chi sa volare | L. Angelosanti, F. Morettini                                         |
| 2      | 5     | Mirkoeilcane          | Stiamo tutti bene             | Mirkoeilcane                                                         |
| 2      | 6     | Luchi                 | Gli amori della mente         | L. Carmignani, M. Baracchino                                         |
| 2      | 7     | Eva Pevarello         | Cosa ti salverà               | A. Di Martino, A. Filippelli                                         |
| 2      | 8     | Iosonoaria            | Un cerchio                    | I. Ceccarelli, G. Anastasi, F. Arnò                                  |
| 3      | 9     | Giulia Casieri        | Come stai                     | G. Casieri, A. Ravasio                                               |
| 3      | 10    | Davide Petrella       | Non può fare male             | Davide Petrella                                                      |
| 3      | 11    | Jose Nunes            | Parlami ancora                | Jose Nunes                                                           |
| 3      | 12    | Antonia Laganà        | Parli                         | Fabio Barnaba                                                        |
| 4      | 13    | Mudimbi               | Il mago                       | M. Mudimbi, A. Bonomo, M. Zangirolami, A. Bavo, F. Vaccari, P. Miano |
| 4      | 14    | Carol Beria           | Nessuna lacrima               | V. Serafini, C. Beria, F. Serafini, G. Andreetto                     |
| 4      | 15    | Ultimo                | Il ballo delle incertezze     | Ultimo                                                               |
| 4      | 16    | Aprile & Mangiaracina | Quell'attimo di eternità      | Amara, S. Aprile, S. Mineo, F. Armocida                              |

## Audiences
La soirée a été regardée par 2 038 000 personnes, pour une part d'audiences de 11,40 %.